# Olean (New York)
Olean is een plaats (city) in de Amerikaanse staat New York, en valt bestuurlijk gezien onder Cattaraugus County.

## Demografie
Bij de volkstelling in 2000 werd het aantal inwoners vastgesteld op 15.347.
In 2006 is het aantal inwoners door het United States Census Bureau geschat op 14.584, een daling van 763 (-5.0%).

## Geografie
Volgens het United States Census Bureau beslaat de plaats een oppervlakte van
16,0 km², waarvan 15,4 km² land en 0,6 km² water. Olean ligt op ongeveer 440 m boven zeeniveau.

## Plaatsen in de nabije omgeving
De onderstaande figuur toont nabijgelegen plaatsen in een straal van 16 km rond Olean.

## Geboren
- Louis Zamperini (1917-2014), atleet en militair
- Jeff Fahey (1952), acteur